# منسف
منسف (عربی: منسف)  غذای سنتی منطقه شام و غذای ملی اردن است.
این غذا با پختن گوشت گوسفند در مایع لبن جمید تهیه شده و با برنج یا بلغور و نان سرو می شود. این غذا در عروسی‌ها ختم‌ها و در رستوران‌های اردنی عرضه می‌شود.
لبن جمید (جامد) یا أقط همان کشک است که از جوشاندن و غلیظ کردن دوغ(لبن) بدست میاید. مشهورترین آن جمید کرکی و خلیلی است که در شهر کرک اردن ویا در الخلیل فلسطین تهیه می‌گردد و به عنوان مهم‌ترین جزء در غذای منسف به کار می‌رود.